# Eupithecia winnata
Eupithecia winnata är en fjärilsart som beskrevs av Taylor 1910. Eupithecia winnata ingår i släktet Eupithecia och familjen mätare. Inga underarter finns listade i Catalogue of Life.